# Albert Regner
Albert Regner (24. června 1905 Litomyšl – 2. února 1970 Praha) byl profesor chemie na VŠCHT a badatel v oblasti anorganické chemie a elektrochemie. Od roku 1934 do 1951 pracoval v technické laboratoři. Profesor VŠCHT v Praze od roku 1955; člen korespondent ČSAV od roku 1965; externí ředitel Ústavu anorganické chemie ČSAV.